# كلوريد الزركونيوم الثلاثي
كلوريد الزركونيوم الثلاثي (أو ثلاثي كلوريد الزركونيوم) هو مركب كيميائي للزركونيوم في حالة الأكسدة +3، وصيغته الكيميائية ZrCl3، ويوجد على هيئة صلب أزرق مسود.

## التحضير
يحضر هذا المركب من تفاعل اختزال كلوريد الزركونيوم الرباعي إما باستخدام الألومنيوم:
{\displaystyle \mathrm {3\ ZrCl_{4}+Al\longrightarrow 3\ ZrCl_{3}+AlCl_{3}} }
أو باستخدام عنصر الزركونيوم:
{\displaystyle \mathrm {3\ ZrCl_{4}+Zr\longrightarrow 4\ ZrCl_{3}} }

## الخواص
يوجد المركب في الشروط القياسية على هيئة صلب أزرق مسود، وتوجد بنيته على شكلين مختلفين، الأول الشكل ألفا على هيئة نظام بلوري ثلاثي، والشكل الآخر هو الشكل بيتّا على هيئة نظام بلوري سداسي.
يتأكسد المركب بأكسجين الهواء إلى كلوريد الزركونيل ZrOCl2.